# Vikingii (film)
Vikingii (titlul original: în engleză The Vikings) este un film istoric de aventuri american, realizat în 1958 de regizorul Richard Fleischer, după romanul The Viking (1951) al scriitorului Edison Marshall, protagoniști fiind actorii Kirk Douglas, Tony Curtis, Ernest Borgnine și Janet Leigh. 

## Rezumat
În jurul anului 900 d.Hr., Anglia, care este formată din multe regate anglo-saxone, se teme cel mai mult de oamenii din nord, care fac raiduri frecvente și sângeroase pe pământurile ei. Într-un astfel de raid, regele viking Ragnar îl ucide pe regele Edwin al Northumbriei și îi violează soția, regina Enid. Aella, vărul regretatului rege, folosește acest lucru pentru a prelua tronul. Regina Enid, deoarece a rămas însărcinată de Ragnar, alege să ascundă existența unui viitor moștenitor. Părintele Godwin devine singurul păstrător al secretului ei. După ce a născut, trimite copilul în Italia.
După 20 de ani, dorind să întărească regatul, Aella se pregătește să se căsătorească cu fiica regelui galez creștin, Morgana. Îl acuză pe vărul său, Egbert, că are o alianță secretă cu vikingii și îl aruncă în închisoare. Aella trimite apoi un bărbat să-l omoare pe Egbert, dar acesta din urmă scapă și se îmbarcă pe nava lui Ragnar. El desenează pentru vikingi o hartă valoroasă a țărmurilor anglo-saxone.
Ajuns cu bine acasă, Ragnar îl prezintă pe Egbert fiului său, înflăcăratul Einar. Vrea să-i demonstreze anglo-saxonului dexteritatea șoimului său, dar o altă pasăre, aparținând sclavului Eric, atacă prima prada. Eric, capturat în Italia, este fiul lui Enid și fratele vitreg al lui Einar, dar nimeni nu știe despre asta. Numai Egbert vede amuleta pe care Eric o poartă la gât și bănuiește ceva. Einar vrea să intre în posesia șoimului lui Erik, dar acesta asmute pasărea asupra lui, care îi scoate ochiul stâng lui Einar...

## Distribuție
- Kirk Douglas – Einar
- Tony Curtis – Eric
- Ernest Borgnine – Ragnar Lodbrok
- Janet Leigh – Morgana
- James Donald – Egbert
- Alexander Knox – părintele Godwin
- Maxine Audley – Enid
- Frank Thring – Aella al Northumbriei
- Eileen Way – Kitala
- Edric Connor – Sandpiper
- Dandy Nichols – Bridget
- Per Buckhøj – Björn Coaste-de-Fier
- Orson Welles – naratorul
- Paul Préboist

## Premii și nominalizări
- 1958 – Festivalul Internațional de Film de la San Sebastián
  - Scoica de Argint pentru cel mai bun actor lui Kirk Douglas
- 1959 – Premiul DGA
  - Nominalizare la Cea mai bună regie lui Richard Fleischer
- 1959 – Premiul "Laurel"
  - Cel mai bun film cu acțiune dramatică